# Clive W. Kilmister
Clive William Kilmister (* 3. Januar 1924 in Epping (Essex); † 2. Mai 2010) war ein britischer Angewandter Mathematiker und Theoretischer Physiker, Professor am King’s College London.

## Leben
Kilmister war der Sohn eines Handwerkers (Wood pattern maker) und ging in London (Leyton) zur Schule. Er studierte am Queen Mary College der Universität London (Bachelor 1944, Master 1948) und wurde 1950 bei George McVittie promoviert (The use of quaternions in wave-tensor calculus). Danach war er Assistant Lecturer in Mathematik am King’s College der Universität London, an dem er Mitte der 1950er Jahre mit Hermann Bondi und Felix Pirani eine Forschungsgruppe zur Gravitationstheorie gründete. 1953 war er Lecturer und 1959 Reader. Er wurde 1966 Professor am King’s College und war zeitweise Vorstand der Mathematikfakultät. 1972 bis 1988 war er Gresham Professor für Geometrie. 1984 wurde er emeritiert.
Kilmister befasste sich mit Grundlagen der Physik, speziell Quantenmechanik und Relativitätstheorie und mit dem Ausbau und der Klärung der späteren physikalischen Theorien von Arthur Eddington, die ansonsten von den meisten Physikern trotz des Ansehens von Eddington als undurchsichtig und spekulativ abgelehnt wurden. Er war an Geschichte, Philosophie und Pädagogik der Mathematik interessiert und schrieb zahlreiche Bücher, darunter über Eddington und Bertrand Russell, Mechanik, spezielle und allgemeine Relativitätstheorie.
1979 bis 1980 war er Präsident der Mathematical Association, 1974 bis 1976 der British Society for the History of Mathematics und 1981/82 der British Society for the Philosophy of Science. Seit 1949 war er Mitglied der London Mathematical Society. Er war einer der Hauptorganisatoren der 4. Konferenz über Allgemeine Relativitätstheorie und Gravitation in London.
Mit seinem langjährigen Mitarbeiter Ted Bastin gründete er Ende der 1970er Jahre die Alternative Natural Philosophy Association.
Er war seit 1956 mit Peggy Hutchins verheiratet und hatte einen Sohn und zwei Töchter.

## Schriften
- mit B. O. J. Tupper: Eddington’s Statistical Theory. Oxford Mathematical Monographs, Clarendon Press 1962
- Hamiltonian Dynamics. Wiley 1964
- Special Theory of Relativity. Pergamon Press 1970
- General Theory of Relativity. Pergamon Press 1973
- The Environment in Modern Physics: A Study in Relativistic Mechanics. American Elsevier 1965
- Men of Physics: Sir Arthur Eddington. Pergamon Press 1966
- mit E. J. Reevee: Rational Mechanics. American Elsevier 1966
- Language, Logic, and Mathematics. English Universities Press 1967
- Exploring University Mathematics 2: Lectures Given at Bedford College. 1968
- The Nature of the Universe. (World of Science), New York: Dutton 1971
- Relativistic Mechanics, Time and Inertia. (Fundamental Theories of Physics), 1984
- mit Brian H. Chirgwin, C. Plumpton: Elementary electromagnetic theory. 3 Bände, Pergamon Press 1971–1973
- Russell. (Philosophers in Context), St. Martin’s Press 1984
- Special Relativity for Physicists. London, Longmans Green 1958, 1987
- Herausgeber: Schrödinger: Centenary Celebration of a Polymath. Cambridge University Press 1987
- mit Ted Bastin: Combinatorial Physics. World Scientific 1995
- Lagrangian Dynamics: An Introduction for Students. London: Logos, 1967
- Eddington’s Search for a Fundamental Theory: A Key to the Universe. Cambridge University Press 2005
- mit Ted Bastin: The Origin of Discrete Particles. (Series on Knots and Everything), World Scientific 2009
- Herausgeber: Disequilibrium and Self Organization. Reidel 1986